# Vireo
Vireo é um género de aves passeriformes com distribuição restrita ao Continente Americano, com cerca de 34 espécies de juruviaras reconhecidas. Em geral apresentam plumagem verde baça (daí o nome, derivado do latim virere, "ser verde"), mas algumas espécies são castanhas ou cinzentas na região dorsal e algumas apresentam a parte inferior amarelo brilhante. Assemelham-se aos membros da família Parulidae, excepto no que respeita ao tamanho ligeiramente maior dos seus bicos, os quais na maior parte das espécies têm um pequeno gancho na extremidade. As pernas são robustas.

## Espécies
Classificação taxonômica de acordo com International Ornithologists' Union e nomes comuns de acordo com Paixão et al.:
| Nome binomial e autor                              | Nome comum                    |
| -------------------------------------------------- | ----------------------------- |
| Vireo altiloquus (Vieillot, 1808)                  | juruviara-barbuda             |
| Vireo atricapilla (Woodhouse, 1852)                | juruviara-de-cabeça-preta     |
| Vireo bairdi (Ridgway, 1885)                       | juruviara-de-cozumel          |
| Vireo bellii (Audubon, 1844)                       | juruviara-de-bell             |
| Vireo brevipennis (P.L. Sclater, 1858)             | juruviara-ardósia             |
| Vireo caribaeus (Bond & Meyer de Schauensee, 1942) | juruviara-de-santo-andré      |
| Vireo carmioli (Baird, 1866)                       | juruviara-de-asas-amarelas    |
| Vireo cassinii (Xantus de Vesey, 1858)             | juruviara-de-cabeça-cinzenta  |
| Vireo crassirostris (Bryant, 1859)                 | juruviara-bicuda              |
| Vireo flavifrons (Vieillot, 1808)                  | juruviara-de-garganta-amarela |
| Vireo flavoviridis (Cassin, 1851)                  | juruviara-verde-amarelada     |
| Vireo gilvus (Vieillot, 1808)                      | juruviara-gorjeadora          |
| Vireo gracilirostris (Sharpe, 1890)                | juruviara-de-noronha          |
| Vireo griseus (Boddaert, 1783)                     | juruviara-de-olhos-brancos    |
| Vireo gundlachii (Lembeye, 1850)                   | juruviara-cubana              |
| Vireo huttoni (Cassin, 1851)                       | juruviara-bilistada           |
| Vireo hypochryseus (Sclater, 1862)                 | juruviara-dourada             |
| Vireo latimeri (Baird, 1866))                      | juruviara-porto-riquenha      |
| Vireo leucophrys (Lafresnaye, 1844)                | juruviara-de-cabeça-marrom    |
| Vireo magister (Lawrence, 1871)                    | juruviara-do-iucatão          |
| Vireo masteri (P.G. Salaman & F.G. Stiles, 1996)   | juruviara-do-chocó            |
| Vireo modestus (Sclater, 1860)                     | juruviara-jamaicana           |
| Vireo nanus (Lawrence, 1875)                       | juruviara-haitiana            |
| Vireo nelsoni (Bond, 1936)                         | juruviara-anã                 |
| Vireo olivaceus (Linnaeus, 1766)                   | juruviara-boreal              |
| Vireo chivi (Vieillot, 1817)                       | juruviara-sul-americana       |
| Vireo osburni (Sclater, 1861)                      | juruviara-da-montanha-azul    |
| Vireo pallens (Salvin, 1863)                       | juruviara-do-mangue           |
| Vireo philadelphicus (Cassin, 1851)                | juruviara-do-canadá           |
| Vireo plumbeus (Salvin & Godman, 1883)             | juruviara-plúmbea             |
| Vireo solitarius (A. Wilson, 1810)                 | juruviara-de-cabeça-azulada   |
| Vireo sclateri (Coues, 1866)                       | vite-vite-do-tepui            |
| Vireo approximans (Ridgway, 1884)                  | juruviara-de-providência      |
| Vireo vicinior Coues, 1866                         | juruviara-cinzenta            |